# William Kentridge

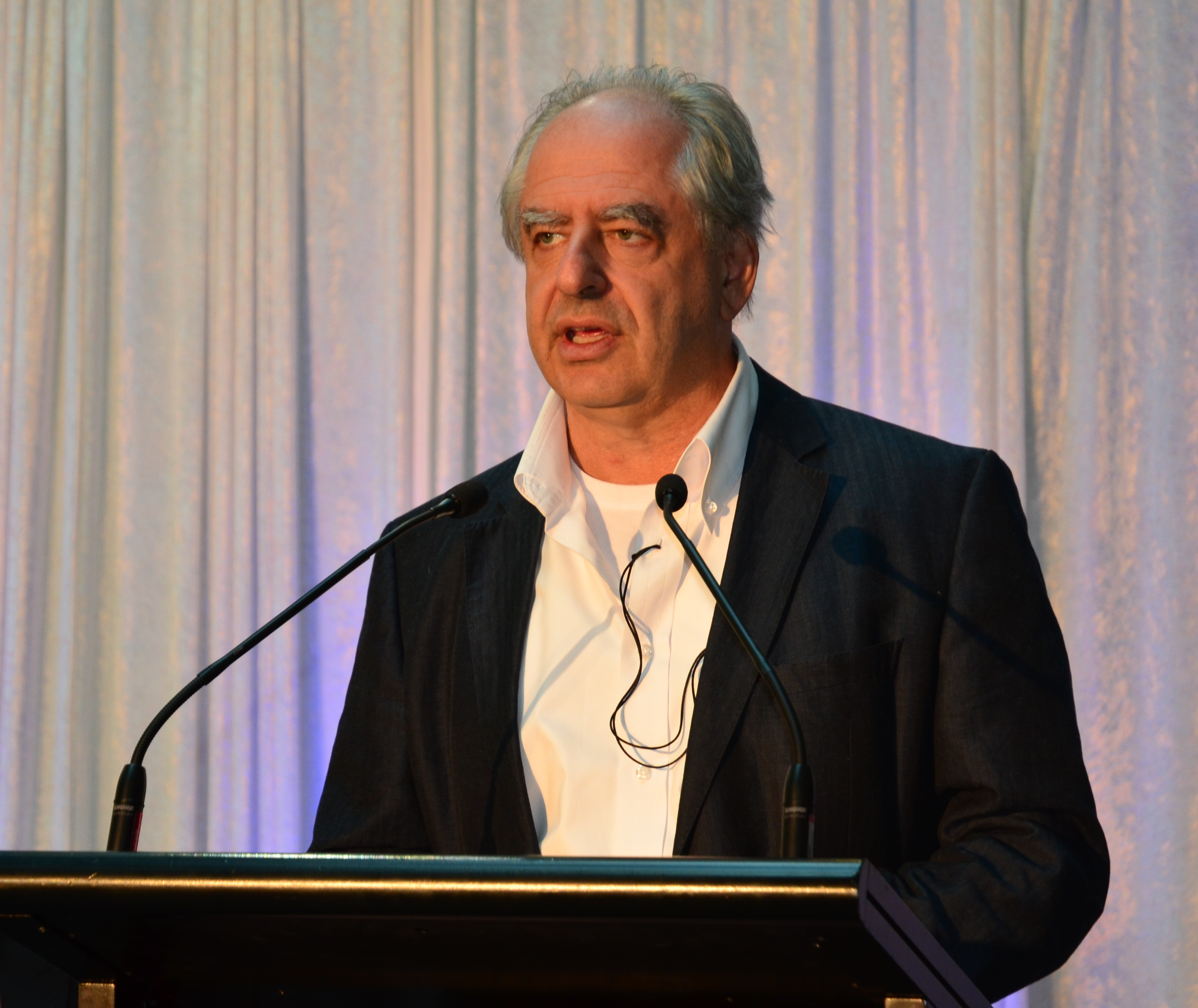
William Kentridge (2012)

William Kentridge, född 1955 i Johannesburg, är en sydafrikansk konstnär.
Kentridge är utbildad i statsvetenskap, Afrikastudier och konst. Han arbetar främst med teckning och animerad kortfilm. Hans verk kommenterar ofta Sydafrikas historia och apartheid. Kentridge har visats i Sverige på Malmö Konsthall, Baltic Art Center och på Moderna Museet i Stockholm. Kentridge är representerad vid Moderna museet.
William Kentridge deltog i documenta X, Documenta11 och dOCUMENTA (13) 1997, 2002 respektive 2012.
År 2018/2019 var William Kentridge en av de konstnärer som presenterades i grupputställningen Entangle / Konst och fysik på Bildmuseet, Umeå Universitet.